# Marik Vos-Lundh
Marik Vos-Lundh (Geburtsname: Marie-Anne Ericsson; * 3. Juni 1923 in Petrograd, Sowjetunion; † 13. Juli 1994 in Vamlingbo, Gotland, Schweden) war eine aus der Sowjetunion stammende schwedische Masken- und Kostümbildnerin, die unter anderem einen Oscar für das beste Kostümdesign gewann und zwei weitere Male für den Oscar in dieser Kategorie nominiert war.

## Leben

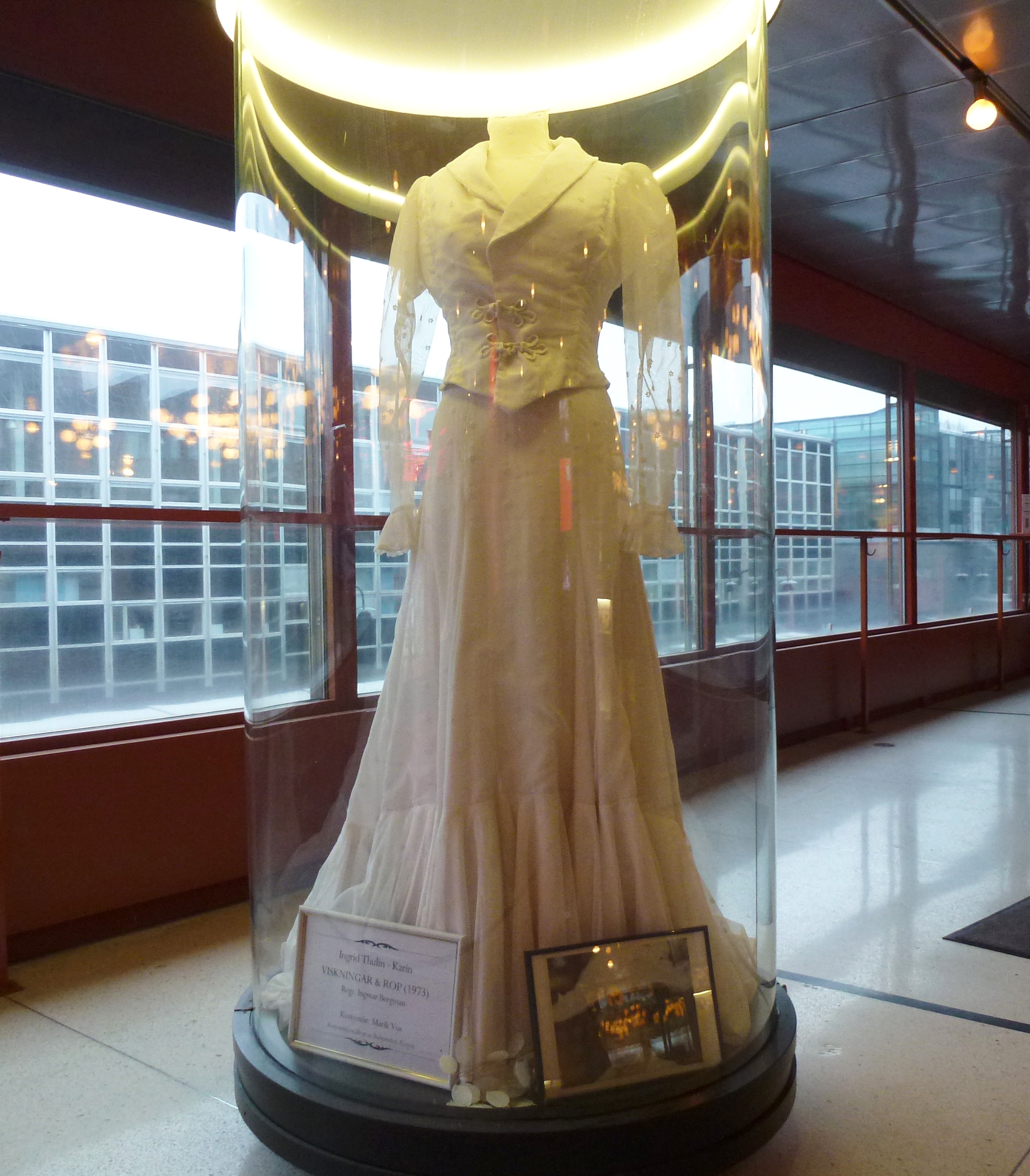
Kostüm von Ingrid Thulin im Film Schreie und Flüstern (1972)

Marik Vos-Lundh begann ihre Laufbahn zunächst als Friseurin und Maskenbildnerin, dann 1958 als Kostümbildnerin in der Filmwirtschaft bei dem Fernsehfilm Hughie und wirkte bei der Kostümausstattung von acht Filmen mit.
1961 war sie erstmals für den Oscar für das beste Kostümdesign nominiert, und zwar für Die Jungfrauenquelle (1960) von Ingmar Bergman mit Max von Sydow, Birgitta Valberg und Birgitta Pettersson in den Hauptrollen. Eine zweite Nominierung für den Oscar in dieser Kategorie bekam sie 1974 für Schreie und Flüstern (1972) von Ingmar Bergman mit Harriet Andersson, Kari Sylwan und Ingrid Thulin.
Bei der Oscarverleihung 1984 gewann sie schließlich den Oscar für das beste Kostümdesign in dem ebenfalls von Ingmar Bergman mit Bertil Guve, Pernilla Allwin und Allan Edwall inszenierten Film Fanny und Alexander (1982). Für diesen Film war sie außerdem 1984 für den British Academy Film Award für die besten Kostüme nominiert.

## Filmografie
- 1939: Vi två
- 1942: Himlaspelet
- 1958: Hughie (Fernsehfilm)
- 1960: Die Jungfrauenquelle
- 1962: Nils Holgerssons wunderbare Reise
- 1963: Das Schweigen
- 1972: Schreie und Flüstern
- 1982: Fanny und Alexander

## Auszeichnungen
- 1984: Oscar für das beste Kostümdesign